# 민다나오털꼬리쥐
민다나오털꼬리쥐(Batomys salomonseni)는 쥐과에 속하는 설치류의 일종이다. 털꼬리쥐속에 속하는 6종의 설치류 중의 하나이다. 필리핀에서만 발견된다.